# Philonthus rubripennis
Philonthus rubripennis es una especie de escarabajo del género Philonthus, familia Staphylinidae. Fue descrita científicamente por Stephens en 1832.
Se distribuye por Europa. Habita en Rusia (Europa, Siberia, Lejano Oriente), Argelia, Marruecos, Azerbaiyán, Armenia, Georgia, Turquía e Irán.